# Diaulota aokii
Diaulota aokii (лат.) — вид коротконадкрылых жуков рода Diaulota из подсемейства Aleocharinae. Встречаются по тихоокеанскому побережью Кореи и Японии (Хонсю). Обитают в приливно-отливной литоральной зоне скалистых берегов.

## Описание
Жуки-стафилиниды мелкого размера, длина тела 2,1—2,5 мм. Основная окраска чёрная. От близких видов отличается следующими признаками: переднеспинка и надкрылья с отчётливыми длинными нитевидными волосками; мандибулы более или менее заостренные; передний край лабрума усечённый; гипомерон с продольным килем, менее угловат сзади; ментум с более мелким передним окаймлением. Надкрылья длиннее ширины; задний край VIII стернита гладкий. Формула члеников лапок 4-4-4 или 4-4-5. Лабрум полукруглый; надкрылья короче переднеспинки; задние крылья отсутствуют.